# Jonas David Jacob
Jonas David Jacob (* 1989 in Berlin) ist ein deutscher Rechtsanwalt und Trompeter.

## Leben und Wirken
Jonas D. Jacob studierte Trompete an der Musikhochschule Lübeck und der Hochschule für Musik Saar und schloss 2015 als Bachelor of Music ab. Er belegte Meisterkurse bei Jens Lindemann, Gábor Tarkövi und Klaus Schuhwerk.
Solistisch konzertierte er u. a. im Französischen Dom am Gendarmenmarkt und der Kathedrale Chur mit Musikern wie Kilian Nauhaus und Christian Schmitt. Er spielte selbst konzipierte Inklusionskonzerte zugunsten von behinderten Menschen und wirkte bei interdisziplinären Auftritten mit.
Parallel zum Musikstudium studierte Jacob Rechtswissenschaften an der Universität Leipzig und der Universität des Saarlandes. Er promovierte bei Clemens Höpfner und arbeitet seit 2019 als Rechtsanwalt.
Im Rahmen des Gesetzgebungsverfahrens zum Selbstbestimmungsgesetz (SBGG) wurde er durch Parteien des Deutschen Bundestags als Sachverständiger angehört und von Printmedien interviewt, darunter die NZZ, Westdeutsche Zeitung, Die Welt und EMMA. Er führte mehrere medienwirksame Prozesse.
Seit 2022 ist Jacob Bildungsreferent des bundesweiten Inklusionsprojekts „Hier klingts mir gut“, einer Initiative des Allgemeinen Cäcilienverbands.

## Preise und Stipendien (Auswahl)
- Claudia-Meyer-Stipendium 2014 der Hochschule für Musik Saar[16]